# Khế Bật Hà Lực
Khế Bật Hà Lực (chữ Hán: 契苾何力, ? – 677), người bộ tộc Khế Bật, dân tộc Thiết Lặc, tướng lãnh đầu đời Đường, tham gia hầu hết những cuộc chinh thảo các dân tộc thiểu số và xâm lược lân bang vào cuối thời Đường Thái Tông, đầu thời Đường Cao Tông.

## Thiếu thời
Hà Lực thuộc dòng dõi quý tộc Thiết Lặc: ông nội là Ca Luận Dịch Vật Thi Mạc Hạ khả hãn , cha là Khế Bật Cát, làm Mạc hạ đốt Đặc lặc/cần. Khế Bật Cát cho rằng đất đai của mình gần Thổ Dục Hồn, lại nhỏ hẹp và lắm chướng độc, nên dời vào khu vực của người Quy Tư, ở thượng du Nhiệt Hải (Issyk Kul). Hà Lực lên 9 tuổi thì cha mất, tự giáng hiệu làm Đại sĩ lợi phát .
Năm Trinh Quan thứ 6 (632), Hà Lực theo mẹ đưa hơn ngàn gia đình  (thuyết khác là 6000 ) đến Sa Châu , dâng biểu xin nội phụ, Đường Thái Tông an trí bộ lạc của ông ở 2 châu Cam, Lương. Hà Lực đến kinh đô Trường An, được cất nhắc làm Tả lĩnh quân tướng quân .

## Chinh thảo Thổ Dục Hồn
Năm thứ 7 (633) , Hà Lực theo bọn Lương Châu đô đốc Lý Đại Lượng, tướng quân Tiết Vạn Quân chinh thảo Thổ Dục Hồn. Năm thứ 9 (635), quân Đường đến Xích Thủy Xuyên, Tiết Vạn Quân soái kỵ binh đi trước, bị địch vây đánh, anh em Vạn Quân – Vạn Triệt đều gặp rào nên ngã ngựa, đi bộ mà chiến đấu, bộ hạ chết mấy 6, 7 phần 10. Hà Lực nghe tin, vội đem vài trăm kỵ binh đến, đi trước đột vây, tung hoành hăng hái, quân Thổ Dục Hồn tan rã, anh em Vạn Quân mới thoát được .
Khi ấy thủ lĩnh Thổ Dục Hồn là Mộ Dung Phục Doãn ở Đột Luân Xuyên, Hà Lực muốn tập kích ông ta, Vạn Quân như chim sợ cành cong, cho rằng không thể. Hà Lực nói: "Giặc không có thành, quách, mà tìm vào nơi có cỏ, nước để sanh hoạt; nếu không tập kích lúc họ không đề phòng, thì e rằng chim bay cá lặn, bỏ đi cơ hội, làm cho lật nhào sào huyệt của họ được nữa!" Hà Lực bèn tự chọn hơn ngàn kiêu kỵ, xông vào Đột Luân Xuyên, tập kích nha trướng của người Thổ Dục Hồn, chém vài ngàn thủ cấp, bắt được lạc đà, ngựa, bò, dê hơn 20 vạn con, nhưng Mộ Dung Phục Doãn chạy thoát, chỉ bắt được vợ con của ông ta .
Sau khi ban sư, Hà Lực được làm Bắc môn túc vệ, Kiểm hiệu đồn doanh sự .

## Kháng cự Tiết Duyên Đà
Bấy giờ mẹ của Hà Lực là Cô Tang phu nhân, em cùng mẹ là Hạ Lan Châu đô đốc Khế Bật Sa Môn đều ở trong phủ Lương Châu. Năm Trinh Quan thứ 16 (642), có chiếu cho Hà Lực về thăm mẹ, đồng thời phủ dụ bộ lạc. Khi ấy bộ lạc Tiết Duyên Đà thuộc dân tộc Thiết Lặc cường thịnh, đã chiếm trọn Đông Đột Quyết, các thủ lĩnh của bộ lạc Khế Bật đều tranh nhau quy phụ, uy hiếp mẹ và em của Hà Lực cùng đi. Hà Lực về đến, bị bọn thủ lĩnh bắt ép đến gặp Chân Châu Bì Già khả hãn Ất Thất Di Nam. Hà Lực cắt tai, kiên quyết không hàng phục Tiết Duyên Đà. Thái Tông biết được, lập tức sai Binh bộ thị lang Thôi Đôn Lễ cầm cờ tiết đi Tiết Duyên Đà, hứa gả Tân Hưng công chúa, xin tha cho Hà Lực; nên ông được trả về, bái làm Hữu kiêu vệ đại tướng quân .
Năm thứ 17 (643), ngày thành hôn đã cận kề, Hà Lực dâng biểu phản đối, Thái Tông nói: "Ta nghe rằng thiên tử không nói chơi, đã trót hứa rồi, làm sao bỏ được?" Hà Lực nói: "Đúng vậy! Thần đề nghị trì hoãn, chứ không nói rằng hủy bỏ đi. Thần nghe rằng trong 6 lễ , chàng rể phải đích thân đón dâu, nên đòi Duyên Đà (chỉ Chân Châu khả hãn) đến đón dâu, tha cho không phải đến kinh ấp, đến Linh Châu cũng được. Hắn ắt sợ mà không đến, hôn sự sẽ không thành; từ đó trở nên buồn giận, khiến bề tôi sinh hai lòng, không đầy một năm, bọn họ sẽ nghi kỵ lẫn nhau. Duyên Đà tính tàn nhẫn hung ác, nếu chết rồi, hai con sẽ tranh nhau, ta ngồi đợi mà bắt chúng, là cách hay nhất." Thái Tông nghe theo, Chân Châu khả hãn quả nhiên không dám đến Linh Châu, hôn sự vì thế không thành . Đến năm thứ 19 (645), Chân Châu khả hãn mất, con nhỏ là Tứ diệp hộ Bạt Chước giết anh là Đột Lợi Thất khả hãn, trong nước đại loạn; sang năm thứ 20 (646), nhà Đường tiêu diệt Tiết Duyên Đà .

## Bình định Cao Câu Ly
Năm Trinh Quan thứ 19 (645), Thái Tông chinh thảo Cao Câu Ly, lấy Hà Lực làm Tiền quân tổng quản. Khi quân Đường đến thành Bạch Nhai (hoặc Bạch Nham) của Cao Câu Ly, Hà Lực đem 800 kỵ binh mạnh đón đánh hơn vạn quân địch từ thành Ô Cốt đến cứu viện; ông đi trước tướng sĩ, bị mâu đâm trúng thắt lưng, vết thương rất nặng , nhờ Thượng liễn phụng ngự Tiết Vạn Bị một mình một ngựa nhấc ông ra khỏi vòng vây. Hà Lực càng hăng hái, buộc chặt vết thương, quay lại chiến đấu, khiến sĩ khí tăng cao, đánh bại quân Cao Câu Ly, đuổi theo vài chục dặm, chém hơn ngàn thủ cấp, đến chiều mới thôi . Thái Tông tự đem thuốc đến chữa cho Hà Lực .
Năm Hiển Khánh thứ 2 (657), được thăng Tả kiêu vệ đại tướng quân, phong Thạnh quốc công , kiêm Kiểm hiệu Hồng Lư khanh .
Năm Hiển Khánh thứ 5 (660), triều đình lấy Hà Lực làm Phối Giang đạo hành quân đại tổng quản, Tả vũ vệ đại tướng quân Tô Định Phương làm Liêu Đông đạo hành quân đại tổng quản, Tả kiêu vệ tướng quân Lưu Bá Anh làm Bình Nhưỡng đạo hành quân đại tổng quản, Bồ Châu thứ sử Trình Danh Chấn làm Lũ Phương đạo tổng quản, đem quân chia đường đánh Cao Câu Ly, không thắng được .
Năm Long Sóc đầu tiên (661), triều đình lấy Nhiệm Nhã Tướng làm Phối Giang đạo hành quân tổng quản, Khế Bật Hà Lực làm Liêu Đông đạo hành quân tổng quản, Tô Định Phương làm Bình Nhưỡng đạo hành quân tổng quản, cùng Tiêu Tự Nghiệp với lực lượng các tộc thiểu sổ cả thảy 35 cánh quân, thủy lục chia đường cùng tiến. Bọn Hà Lực đến sông Áp Lục, Đại mạc li chi  Uyên Cái Tô Văn của Cao Câu Ly sai con trai Uyên Nam Sanh đem vài vạn tinh binh giữ nơi hiểm yếu, khiến quân Đường không thể vượt sông. Gặp lúc băng kết, Hà Lực đưa quân sang sông, nổi trống hò reo mà tiến. Quân Cao Câu Ly kinh sợ tan chạy, quân Đường đuổi theo vài chục dặm, chém được hơn 3 vạn thủ cấp, còn lại đều xin hàng, riêng Nam Sanh chạy thoát. Gặp lúc có chiếu ban sư, bọn Hà Lực lui về .
Năm Càn Phong đầu tiên (666), Uyên Nam Sanh thay cha là Uyên Cái Tô Văn làm Đại mạc li chi của Cao Câu Ly, bị em trai Uyên Nam Kiến đánh đuổi, phải cầu cứu nhà Đường; triều đình lấy Hà Lực làm Liêu Đông đạo an phủ đại sứ, đem quân cứu viện Nam Sanh. Tháng 12 ÂL, triều đình lấy Anh quốc công Lý Tích làm Liêu Đông đạo hành quân đại tổng quản, Hà Lực làm phó, kiêm an phủ đại sứ như cũ .
Tháng 9 ÂL năm thứ 2 (667), quân Đường chiếm được Tân Thành , Tích để Hà Lực ở lại giữ thành. Quân Câu Cao Ly có 15 vạn, đồn trú Liêu Thủy (tức Liêu Hà), lại còn vài vạn người Mạt Hạt giữ thành Nam Tô . Hà Lực hăng hái tiến đánh, đại phá quân Cao Câu Ly, chém hơn vạn thủ cấp, thừa thắng chiếm được 7 thành  (thuyết khác là 8 thành ); rồi quay về sông Áp Lục hội quân với Tích. Tháng 2 ÂL năm Tổng Chương đầu tiên (668), Hà Lực theo Tích hạ thành Phù Dư; tháng 3 ÂL, chiếm 2 thành Nhục Di , Đại Hành . Hà Lực đem quân đi trước, Tích đi sau, tiến đánh thành Bình Nhưỡng. Tháng 9 ÂL, sau 7 tháng vây đánh, quân Đường hạ được thành, bắt sống Nam Kiến, đưa Nam Kiến và Bảo Tàng vương (đã đầu hàng trước khi thành vỡ) về Trường An .
Hà Lực được tiến thụ Trấn quân đại tướng quân, Hành Tả vệ đại tướng quân, dời phong Lương quốc công, vẫn làm Kiểm hiệu hữu vũ lâm quân .

## Những chiến công khác
Năm Trinh Quan thứ 14 (640), được làm Thông Sơn đạo phó đại tổng quản, tham gia trấn áp Cao Xương .
Năm thứ 22 (648), được làm Côn Khâu đạo tổng quản, tham gia bình định Quy Tư , bắt được Quy Tư vương Ha Lê Bố Thất Tất cùng bọn thủ lĩnh .
Năm Vĩnh Huy thứ 2 (651), Tây Đột Quyết Sa Bát La khả hãn A Sử Na Hạ Lỗ cùng 5 họ Xử Nguyệt, Xử Mật, Cô Tô, Ca La Lộc, Ti Thất xâm phạm Duyên Châu, chiếm Kim Lĩnh, cướp Bồ Toại, triều đình hạ chiếu lấy Hà Lực, Tả vũ vệ đại tướng quân Lương Kiến Phương làm Cung Nguyệt đạo đại tổng quản, Hữu kiêu vệ tướng quân Cao Đức Dật, Hữu vũ vệ tướng quân Tiết Cô Ngô Nhân làm phó, thống lãnh quân đội các phủ Tần, Thành, Kỳ, Ung cùng 5 vạn kỵ binh Hồi Hột của Yên Nhiên đô hộ phủ tham gia trấn áp. Tháng 12 ÂL, Xử Nguyệt tù trưởng Chu Da Cô Chú giết chết Chiêu úy sứ, Quả nghị đô úy Đan Đạo Huệ, liên kết với Sa Bát La khả hãn, chiếm cứ Lao Sơn cố thủ. Tháng giêng ÂL năm sau (652), bọn Hà Lực chia đường trèo lên núi, đại phá quân Xử Nguyệt; Cô Chú bỏ chạy, Cao Đức Dật đuổi nà hơn 500 dặm, bắt và giết Cô Chú, quân Đường bắt sống 60 thủ lĩnh, chém 9000 thủ cấp (thuyết khác là hơn 1 vạn), giành được 7 vạn thớt bò ngựa. Bọn Hà Lực thừa thắng đánh bại bộ lạc Xử Mật, bắt thủ lĩnh là bọn Thì Kiện Sĩ Cân, Hợp Chi Hạ đem về .
Năm Long Sóc đầu tiên (661), cháu trai của Dược La Cát Bà Nhuận là Dược La Cát Bỉ Túc Đồ (hoặc Bỉ Lật) thay Bà Nhuận làm thủ lĩnh bộ lạc Hồi Hột, cầm đầu các bộ lạc Đồng La, Bộc Cố xâm phạm biên thùy, quân Đường trấn áp, Bỉ Túc Đồ thua chạy về Hãn Hải đô đốc phủ. Triều đình lấy Hà Lực làm Thiết Lặc đạo an phủ đại sứ, Tả vệ tướng quân Khương Khác làm phó, nhận lệnh vỗ về 9 họ Thiết Lặc. Hà Lực đem 500 kỵ binh tinh nhuệ xông thẳng vào khu vực của 9 họ Thiết Lặc, khiến mọi người kinh sợ; ông tuyên bố chỉ làm tội những thủ lĩnh, nên dân chúng vui mừng, bắt giữ các Diệp hộ, Thác thiết, Đặc cần trở xuống hơn 200 người đã hưởng ứng Bỉ Túc Đồ, giao nộp cho quân Đường. Hà Lực kể mấy tội mà đem chém cả, 9 họ Thiết Lặc lại quy phục nhà Đường .
Sau khi Thổ Phồn tiêu diệt Thổ Dục Hồn (670) thì ngày càng cường thịnh, đến tháng 3 nhuận năm Nghi Phượng đầu tiên (676) vào cướp bóc các châu Thiện, Khuếch, Hà, Phương. Triều đình lấy Chu vương Lý Hiển, Tương vương Lý Luân (sau là Lý Đán) làm tướng, chia đường trấn áp; lấy Hà Lực ở dưới quyền Lý Luân. Hai vương không cầm quân ; đến năm thứ 2 (677), Hà Lực cũng bệnh mất, được tặng Phụ quốc đại tướng quân, Tịnh Châu đại đô đốc, bồi táng Chiêu lăng, thụy là Liệt  hoặc Nghị .

## Tính cách

### Xem trọng đại cục
Sau trận đánh ở Đột Luân Xuyên, triều đình hạ chiếu úy lạo ở Đại Đấu Bạt Cốc, Tiết Vạn Quân bài xích Hà Lực, khoe khoang công trạng của mình, ông không kìm được giận, bạt đao đứng dậy, muốn giết ông ta, chư tướng phải khuyên ngăn. Sau khi trở về, Đường Thái Tông trách cứ Hà Lực, ông trình bày việc Vạn Quân thất bại; Thái Tông giận, muốn giải chức của ông ta, đem thụ cho Hà Lực, ông cố từ chối rằng: "Nếu vì thần mà giải chức của Vạn Quân, e rằng chư Phiên nghe được, cho rằng bệ hạ trọng Phiên khinh Hán, quay sang vu cáo, hùa nhau làm bậy. Lại thêm Di Địch thiếu hiểu biết, ngỡ rằng bề tôi Hán đều là loại ấy, không phải là cách hay để vỗ về người ở xa." 
Thái Tông xem trọng lời ấy, nên thôi. Sau đó Thái Tông thăng quan chức cho Hà Lực, giáng sắc gả con gái tông thất là Lâm Thao huyện chúa . Về sau Hà Lực tham chiến ở Cao Câu Ly, bị thương giữa vòng vây, được em trai của Vạn Quân là Vạn Bị cứu ra.

### Thề không phản Đường
Vào lúc các thủ lĩnh của bộ lạc Khế Bật đều tranh nhau quy phụ Tiết Duyên Đà, uy hiếp mẹ và em của Hà Lực cùng đi. Hà Lực về thăm mẹ, nghe tin thì kinh sợ, nói: "Chúa thượng có hậu ân với bọn mày, lại trọng dụng ta, sao có thể nhẫn tâm làm việc phản nghịch?" Các thủ lĩnh đều nói: "Khả đôn  với đô đốc đã đến nơi rồi, sao còn không đi?" Hà Lực đáp: "Em ta là Sa Môn hiếu thảo, có thể phụng dưỡng mẹ ta, còn ta phải đem thân báo ơn nước, rốt cục không thể đi được!" Vì thế bọn họ cùng nhau bắt ép Hà Lực đi gặp Chân Châu khả hãn. Đến trước nha trướng, Hà Lực ngồi xoạc hai chân, rút bội đao quay mặt về hướng đông, hô rằng: "Há có liệt sĩ Đại Đường chịu nhục ở Phiên đình; thiên địa nhật nguyệt, xin biết cho lòng ta!" rồi cắt tai trái để tỏ chí mình không chịu khuất phục. Chân Châu khả hãn giận, muốn giết Hà Lực, nhưng vợ ông ta can ngăn, nên thôi .
Ban đầu, Thái Tông nghe tin Hà Lực đi gặp Chân Châu khả hãn, cho rằng đó không phải là ý muốn của ông. Có người gièm rằng: "Lòng người ta quyến luyến quê hương, Hà Lực nay vào đất của Tiết Duyên Đà, như cá gặp nước vậy!" Thái Tông nói: "Không phải đâu! Lòng người này như sắt đá, ắt không phản bội ta!" Đến khi có sứ giả từ Tiết Duyên Đà đến, thuật lại hành vi của Hà Lực, Thái Tông khóc mà nói với quần thần rằng: "Khế Bật Hà Lực quả nhiên như vậy!" 
Đường Thái Tông băng (649), Hà Lực xin được tuẫn táng, Đường Cao Tông hạ dụ chỉ không cho .

### Không oán nghĩa sĩ
Sau khi quân Đường chiếm được thành Bạch Nhai, Thái Tông giáng sắc tìm người đâm Hà Lực, chính là Cao Đột Bột, giao cho Hà Lực để ông tự tay giết hắn ta. Hà Lực tâu rằng: "Chó ngựa còn vì chủ, huống hồ con người? Hắn vì chủ mình, nên liều mạng đâm trúng thần, đúng là kẻ sĩ có nghĩa dũng. Vốn không quen biết, sao lại oán thù?" Bèn tha cho hắn ta .

## Dật sự
Trong niên hiệu Long Sóc (661 – 663), Tư giá thiếu khanh Lương Tu Nhân xây mới Đại Minh cung, trồng bạch dương ở sân trước, nói với Hà Lực rằng: "Cây này dễ lớn, chẳng mấy năm sẽ vừa một người ôm." Hà Lực không đáp, nhưng tụng mấy câu thơ "Bạch dương đa bi phong, Tiêu tiêu sầu sát nhân" Tu Nhân giật mình, đổi sang trồng cây ngô đồng .

## Đánh giá
Cựu Đường thư đánh giá: Phàm là dùng binh phá Thổ Phồn, Cốc Hồn, dũng đấy; lòng như sắt đá, trung đấy; không giải quan Vạn Quân, thứ (nghĩa là khoan dung) đấy; ngăn hôn nhân với Duyên Đà, trí đấy; tha chết Cao Đột Bột, thức (nghĩa là hiểu biết) đấy. Lập đại công, giữ hiển vị, đêm ngày không nhác, Hà Lực được như vậy!

## Hậu nhân
- Khế Bật Minh, tự Nhược Thủy, mẹ là Lâm Thao huyện chúa. Từ khi Minh còn ẵm ngữa đã được thụ Thượng trụ quốc, phong Ngư Dương huyện công. Lên 12 tuổi, được thăng Phụng liễn đại phu. Minh tính thông minh, nhân hậu, lại hiếu học, giỏi biện luận. Lý Kính Huyền chinh thảo Thổ Phồn, Minh làm Bách Hải đạo kinh lược sứ, lập nhiều chiến công, được tiến Tả uy vệ đại tướng quân. Minh được tập phong, ban cẩm bào, bảo đái, còn có rất nhiều bảo vật khác. Con đích của Minh được cất nhắc làm tam phẩm quan Minh được thăng làm Kê Điền đạo đại tổng quản, đến Ô Đức Kiện Sơn [21], khuyên dụ 2 vạn trướng quy phụ. Thời Vũ Chu, mẹ và vợ của Minh được ban họ Vũ. Minh mất khi đang ở chức Tả ưng dương vệ đại tương quân kiêm Hạ Lan Châu đô đốc, hưởng thọ 46 tuổi, được tặng Lương Châu thứ sử, thụy là Tĩnh. Con là Khế Bật Tủng được tập tước [1].
- Khế Bật Quang, thời Vũ Chu làm Hữu báo thao vệ tướng quân, bị khốc lại sát hại [2].
- Khế Bật Trinh, làm đến Tư thiện thiếu khanh [2].